# Hartola
Hartola este o comună din Finlanda.